# Ustrino
Presso gli antichi romani ustrino, o ustrina (dal tardo latino ustrinum) era l'area sacra, predisposta nei pressi di una o più tombe.

## Funzione
La principale tesi è che fossero le aree in cui venivano realizzate le pire per la cremazione dei cadaveri.  Secondo altre fonti, l'"ustrina" era invece la pietra incavata con cui si raccoglievano le ceneri dei defunti.
A Roma erano presenti particolari ustrini, tra cui quello di forma circolare in cui fu cremato il corpo di Augusto.